# Xiangjia (socken i Kina, Sichuan)
Xiangjia (kinesiska: 向家乡, 向家) är en socken i Kina. Den ligger i provinsen Sichuan, i den sydvästra delen av landet, omkring 63 kilometer söder om provinshuvudstaden Chengdu. Antalet invånare är 14 792. Befolkningen består av 7 429 kvinnor och 7 363 män. Barn under 15 år utgör 17,0 %, vuxna 15-64 år 69 %, och äldre över 65 år 12,0 %.
Genomsnittlig årsnederbörd är 1 222 millimeter. Den regnigaste månaden är juli, med i genomsnitt 338 mm nederbörd, och den torraste är december, med 9 mm nederbörd.